# Port lotniczy Martin
Port lotniczy Martin (ICAO: LZMA) – lotnisko szybowcowe położone w Martinie, w kraju żylińskim, na Słowacji.